# Сорокин, Владимир Петрович (конструктор)
Владимир Петрович Сорокин — советский хозяйственный, государственный и политический деятель, Герой Социалистического Труда.

## Биография
Родился в 1922 году в Данкове. Член КПСС.
Участник Великой Отечественной войны. С 1951 года — на хозяйственной, общественной и политической работе. В 1951—1987 гг. — инженер, руководитель группы, начальник лаборатории, начальник отделения, начальник отделения — главный конструктор направления Научно-исследовательского института № 885/Научно-исследовательского института приборостроения Министерства общего машиностроения СССР.
Указом Президиума Верховного Совета СССР от 26 апреля 1971 года присвоено звание Героя Социалистического Труда с вручением ордена Ленина и золотой медали «Серп и Молот».
Умер в Москве в 2005 году.